# 银弄蝶
银弄蝶（学名：Carterocephalus palaemon）是银弄蝶属下的一种蝴蝶。

## 描述

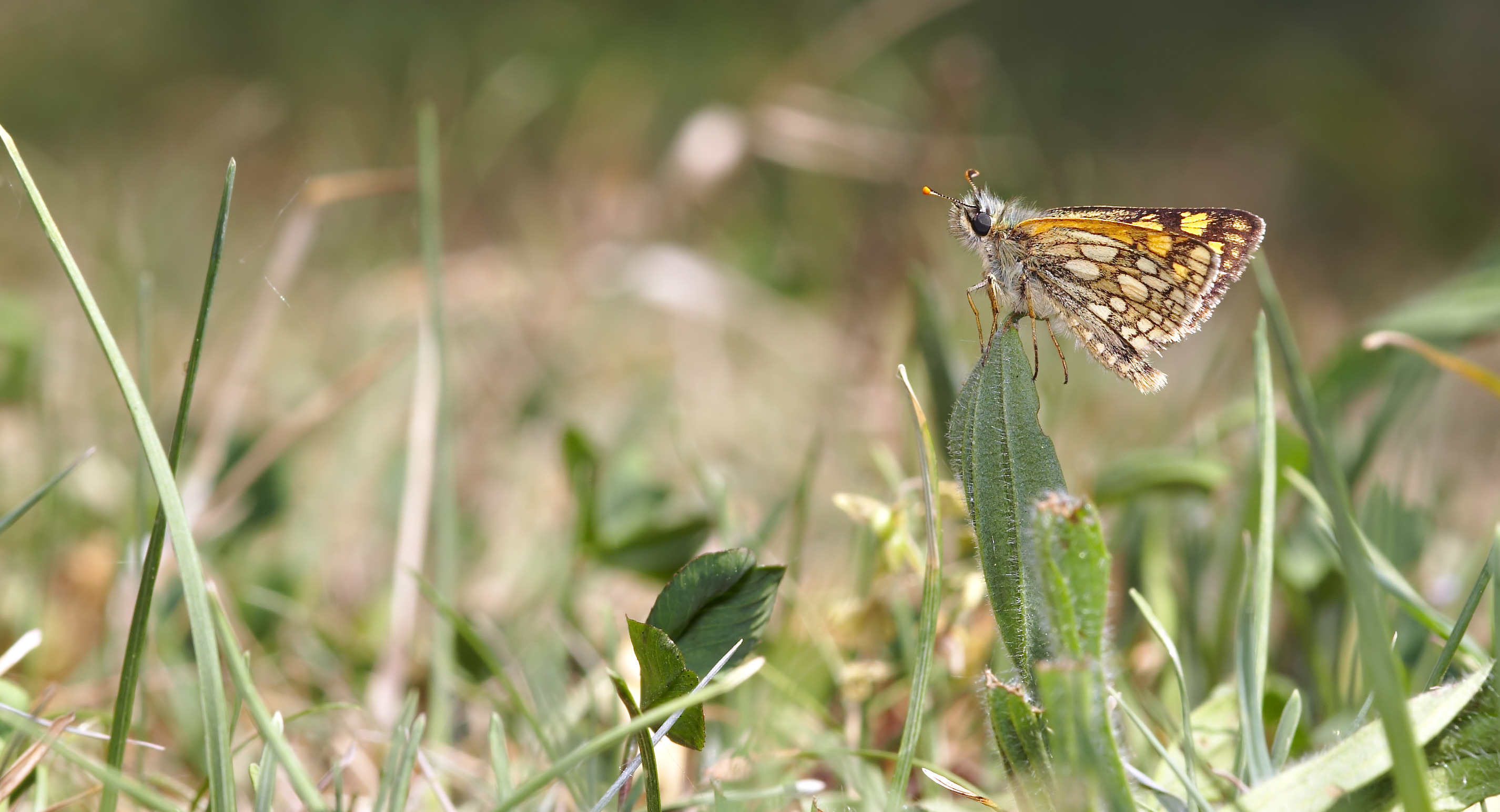
银弄蝶

银弄蝶翅膀宽度为29-31毫米，其向上的一面为深棕色，有桔黄色的纹路和金色的斑点。翅膀向下的一面的图案基本类似，只是前翅为橘黄色带有深色的斑点。后翅为枯叶色，上面分布着带有黑色边缘的奶油色的斑点。雌性和雄性基本相似，雌性略大。

## 分布
银弄蝶广泛分布在欧洲北部和中部，但是在意大利、葡萄牙、爱尔兰、丹麦没有发现它的踪迹，并且西班牙、英国和希腊也只是在小范围地区分布。它的分布范围跨越到亚洲和北美洲，包括加拿大南部和美国北部均有分布。在中国，银弄蝶也广泛分布于南方，并且在陕西等地如西安也都有采集发现记录。
银弄蝶由于喜好在草地林间生活并婚飞，故也被广泛认为是一种林地蝴蝶，在潮湿的森林里繁殖，并且对蓝色的花朵有特别的喜好。

### 英国的分布数量
银弄蝶从1976年以来在英格兰灭绝，但是在苏格兰西部有较稳定的数量。1990年代开始试图将银弄蝶重新引入英格兰。这个物种曾经在英格兰中部分布较广，在较远的德文郡和汉普郡也有独立的种群。英格兰停止矮林作业是该物质灭绝的主要原因。1939年在苏格兰的一个阔叶林地边缘的草原上被发现。

## 生命周期
银弄蝶将卵一个一个地产在草丛中。在苏格兰，酸沼草（Molinia Caerulea）是银弄蝶最喜欢产卵的对象。在英格兰则更多选择短柄草（Brachypodium sylvaticum），欧洲大陆则通常产在雀麦属（Bromus）的草上。在美国，紫色芦苇草（Calamagrostis purpurascens）是其产卵额植物。它们于6月或7月产卵，孵化大约要10天。在孵化期间，幼虫用卷曲的草叶片作为隐蔽处，并用丝裹起来，夜间从那里出来觅食。到了秋天，它们将一些草叶片拖到一起，建造一个冬眠场所，已经完全长大的幼虫就在那里过冬。冬眠前，它们是浅绿色，之后为浅米黄色。次年春天醒来后，它们不再吃食物，在一个草叶片上休息一周后化蛹。蛹为浅黄色，上面有深色的条纹作为伪装。5-6周后，根据纬度不同，蝴蝶将在5到6月飞出来。这种蝴蝶很活跃，需要很多花蜜和阳光。然而，和其他种类相比，它们对阳光要求不高。尽管主要在上午到黄昏飞行，但是也可以在黎明前，有时在黄昏后发现它们。